# You Are My Sunshine
You Are My Sunshine ist ein Country-Song der Old-Time Music aus dem Jahre 1939, der zum Evergreen wurde.

## Entstehungsgeschichte

Rice Brothers Gang – You Are My Sunshine

Die Urheberschaft von You Are My Sunshine ist umstritten. Sicher ist, dass die Originalaufnahme von den Pine Ridge Boys stammt. Das aus Marvin Taylor und Douglas Spivey bestehende Duo war jedoch nicht Autor des Songs, sondern Paul Rice hat ihn 1937 verfasst. Paul Rice war mit seinem Bruder Hoke Mitglied der Rice Brothers Gang, die den Song erst drei Wochen später aufnahm. Ein Artikel in der Shreveport Times aus dem Jahr 1956 bestätigt, dass Paul Rice der Komponist gewesen sei.
Der spätere Gouverneur von Louisiana, Jimmie Davis, habe 1939 den Radiosender KWKH angerufen, um in Kontakt mit Rice zu kommen. Dessen Frau war krank, so dass er Geld benötigte. Davis erwarb die Rechte von Rice gemäß Vertrag vom 16. Dezember 1939 zum Preis von 35 US-Dollar. Laut Vertrag werden „Jimmie Davis und Charles Mitchell als Autoren der vorgenannten Komposition aufgelistet …“
Im Januar 1940 wurde You Are My Sunshine vom Musikverlag Southern Music Publishing Inc. zum Copyright für den Texter Jimmie Davis mit Komponist Charles Mitchell angemeldet. Davis, der seit Dezember 1928 auch Plattenaufnahmen machte, sang 1944 You Are My Sunshine während seiner Wahlveranstaltungen, als er auf einem Pferd namens Sunshine ritt. Rice wiederum hatte in seiner Band Oliver Hood, der auch Komponist gewesen sein will. Zudem gilt als Indiz gegen Davis, dass er das Lied nicht als erster aufgenommen hatte. Charles Mitchell wiederum war bei den Aufnahmesessions von Jimmie Davis dessen Steelgitarrist.

## Text
Im Text spricht der Protagonist von seiner Geliebten als Sonnenschein, die ihn sogar bei grauem Himmel glücklich macht, und bittet sie, ihm den Sonnenschein nicht wegzunehmen. Da eine weitere Präzisierung nicht erfolgte, ermöglichte der Text auch eine Interpretation als Kinderlied.

## Veröffentlichung und Erfolg

Johnny & The Hurricanes – You Are My Sunshine

Die Pine Ridge Boys haben You Are My Sunshine in ihrer ersten Aufnahmesession im August 1939 aufgenommen. Die Single You Are My Sunshine / Farther Along (Bluebird Records 8263) wurde von den Pine Ridge Boys im September 1939 veröffentlicht, sie gelangten hiermit jedoch nicht in die Hitparade. 
Tex Ritter sang den Song im Kinofilm Take Me Back to Oklahoma (November 1940). Erst nachfolgende Coverversionen konnten mittlere Ränge der Hitparade belegen. Dennoch wertete das Billboard-Magazin You Are My Sunshine frühzeitig als den „Kneipen- und Theken-Klassiker des Jahres 1941“. Seit 1977 ist You Are My Sunshine gemäß Act 540 eine der beiden offiziellen Staatshymnen von Louisiana. Bei den Songs of the Century rangiert er auf Rang 14.

## Coverversionen

Ray Charles – You Are My Sunshine

Mit mindestens 350 Coverversionen gehört das Lied zu den vielgecoverten Songs. Der Rice Brothers Gang folgten Bob Atcher (Januar 1940) mit der umsatzstärksten Version, Jimmie Davis (Februar 1940; hier ist Charles Mitchell in der Besetzung als Steelgitarrist aufgelistet) und Will Carter (Montana Slim; April 1940). Erst Wayne King (September 1940) konnte mit seiner Version bis auf Rang 20 der US-Hitparade vordringen. 
Es folgten die Airport Boys (September 1940), Lawrence Welk (März 1941), Gene Autry (Juni 1941; Rang 23), Bing Crosby (Juli 1941; Rang 19), Doris Day (September 1950), Erroll Garner (Juli 1954), Nat King Cole (August 1955), Bill Haley (Januar 1960), Rick Nelson (April 1960), eine Up tempo-Instrumentalfassung bieten Johnny & The Hurricanes (Oktober 1960; Rang 91).
Die beste Platzierung aller Fassungen erreichte Ray Charles (September 1962, Produzent: Sid Feller). Er gelangte mit seiner soulorientierten Big-Band-Version bis auf Rang 7 der Pop-Charts und belegte für drei Wochen den ersten Rang der Rhythm-&-Blues-Hitparade. Es folgten Gene Vincent (März 1964; Olympic Studios, London), Mitch Ryder (Oktober 1967; Produzent: Bob Crewe), Johnny Cash (Februar 1969 mit Bob Dylan & Carl Perkins: Gitarren) oder Jerry Lee Lewis (September 1957; LP Ole Tyme Country Music, veröffentlicht 1970; Remake: Dezember 1977).

## Rezeption
In der Science-Fiction-Serie Star Trek Voyager wird der Song in der Folge 22 der 5. Staffel (Someone to watch over me, auf Deutsch Liebe inmitten der Sterne) gesungen, um das Interesse an der Musik zu fördern.
Im Film O Brother, Where Art Thou? – Eine Mississippi-Odyssee der Coen-Brüder findet sich eine traditionelle Aufnahme von Norman Blake.
Im Horrorfilm Annabelle 2 aus der Conjuring-Reihe dient eine Aufnahme von Charles McDonald als wiederkehrendes Motiv und musikalisches Wiedererkennungsmerkmal der von einem Dämon besessenen Puppe.